# ファズ (音響機器)

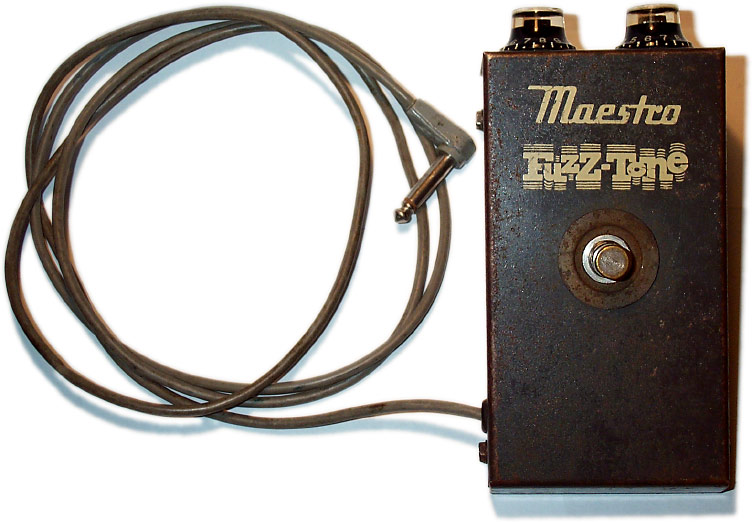
ギブソン社製 エフェクター「マエストロ FZ-1A Fuzz Tone」

音響機器におけるファズ (fuzz) とは割れた音色や雑音を示す擬声語。"fuzz"とは‘毛羽立った’という意で、名前もそれに由来する。狭義では1960年代中頃に商品化されたエフェクターの一種。この場合基本的には歪みを発生させる回路で、エレクトリックギター用である。1960年代当時の楽曲においてはエレクトリックベースやボーカルなどにも使用された。その効果は、原音には存在しない倍音(全高調波歪)が著しく付加され、調整によって耳に刺激的、あるいは濁った音色となる。

## 概要・動作原理
バイポーラトランジスタの増幅回路を基本とし、非対称歪みを発生させる回路構成が多い。ギターアンプに過大入力を印加して歪ませた音を模倣するオーバードライブやディストーションが生み出す音色とは異なる、バイポーラトランジスタ特有の音色を発生する。
特にジミ・ヘンドリックスが利用した「FUZZ FACE」は、この時期のファズを代表する機種である。

## 歴史
登場当時のロック音楽には多く用いられている。50年代のリンク・レイの曲にはファズのようなひずみを確認できるが、これは真空管アンプのオーバーロードによる偶然の産物だった。また60年に発売され61年にかけてヒットしたマーティー・ロビンスの「ドント・ワリー」でも偶然によるファズが確認できる
グレン・スノッディーが最初に開発したFAZZTONEを初期の段階で使用したのは、アメリカのレス・ポール&メアリー・フォードやグラディー・マーティンである。その後ベンチャーズのノーキー・エドワーズも使用している。リッチー・ブラックモアの発言によるとイギリスでは1960年にバーニー・ワトソンがスクリーミング・ロード・サッチのグループにおいて"Jack The Ripper"(1963)という曲で初めて使用したとのこと。ビートルズもファズに注目するのが早く録音にも使用しているが、ジョージ・マーティンがその音をきらい、ボツにされてしまった。その後はキンクス、ローリング・ストーンズや、ジミ・ヘンドリックス、リッチー・ブラックモア、ジェフ・ベック、ジミー・ペイジなど、多くのロック・バンド、ギタリストが使用した。
1980年代に入った頃にはファズは主流エフェクターから外れており、エレキギターに歪みを加える機材は、オーバードライブやディストーションといった機材が主流となった。これらの機材はファズに比べて穏やかな音質変化を持ち、扱いが容易である。
このようにファズは一旦、主流エフェクターではなくなったが、1990年代になってZ.Vex Effects社 が「Fuzz Factory」を発表し、複数のミュージシャンが使用し始めた事で状況に変化が生じた。この機種は、従来のファズに似たシンプルな回路構成ながら、回路の要所要所に制御用ツマミが設けられており、回路への供給電圧までもが操作できる仕掛けとなっていた。これにより、セッティング次第では、全くギターを弾いていない状態にもかかわらず、常に発振音が鳴っている状況を作り出すことが可能であった。
本来、このような発振音は電子回路の設計上はあってはならないとされるが、そのアナログ的な振る舞いがいかにも「壊れ掛かった」独特の雰囲気を持つものであり、ゲルマニウムトランジスタがもつ「古ラジオ」の音とも相俟って、特徴的な効果を生み出すに至った。
このような状況により、ファズは再びギタリスト達の関心を集めるようになった。今日では、以前にも増して多種多様なファズが製作・販売されている。こうした新時代のファズペダルにとって、もはやペダル単独で発振音を出せるセルフオシレート機能は必須となっている。またファズは回路構成が単純であることから、昨今のハンドメイドブームの中、自作されることが多い。国内外のハンドメイドエフェクターのブランドが台頭してきた事情にも、こうしたファズを巡る一連の動きが影響していると考えられる。